# Verger affinis
Verger affinis is een schietmot uit de familie Limnephilidae. De soort komt voor in het Neotropisch gebied.